# Сванетія (князівство)
Сванетія (груз. სვანეთი) — володарське князівство (Самтавро) у Західній Грузії, що існувало в XV–XIX століттях.

## Історія

### Передумови
Після початку розпаду Грузинського царства у 1460-х роках Сванетія номінально підкорялася імеретинському цареві. Серія османських вторгнень та воєн між християнськими првителями у західній Грузії призвела до порушення комунікацій, і гірські регіони ставали дедалі більш ізольованими. У Сванетії середньовічна феодальна система фактично розпалася, а колись квітуча регіональна грузинська православна культура занепала аж до повернення до деяких язичницьких практик. Горці Сванетії закріпилися у своїх важкодоступних селах, укріплених ланцюгами оборонних веж, і лише пасивно брали участь у безладдях, що охоплювали Грузію, що призвело до відносної відсутності письмових записів про Сванетію того періоду. Їхні стосунки з сусідами по інший бік Кавказького хребта, головним чином з Кабардою та балкарцями, часто були ворожими, хоча торгівля через гірські перевали та змішані шлюби між знатними родинами також були поширеними явищами.
У Нижній Сванетії (Квемо-Сванетія) у верхній долині Цхенісцкалі панували клани Геловані та Гардабхадзе, які невдовзі вступили у війну проти Мегрельського князівства, де володарювали Дадіані, гілка раду Марішіані-Варданадзе. До XVIII ст. клан Геловані було знищено, а Квемо-Сванетію було приєднано до Мегрелії, після чого її стали називати Дадіанська Сванетія.

### Утворення
У західній частині долини (Верхній Сванетії) наприкінці XVII ст. почалася боротьба за владу між родами Річгвіані і Дадешкеліані, гілкою роду Геловані. Останніх очолювали брати Путі та Діді Отарі. У 1720-х роках Ціох Дадешкеліані (відомий як Великий) здобув перемогу, ставши князем частини Верхньої Сванетії. Вона стала зватися Княжою, або Дадешкеліанською Сванетією. Вже після смерті Левана, сина Ціоха Великого, почалися суперечки за трон.

### Розпад

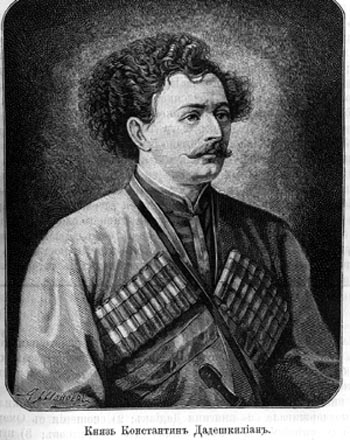
Костянтин Дадешкіліані, останній князь Сванетії

У 1820-х роках Князівство Сванетія розколилося на дві частини через боротьбу між гілками роду Дадешкеліані, що змагалися між собою: Татархан (син Ціоха Великого) і Ціох Молодший (онук Ціоха Великого). За посередництва мегрельське мтаварі Левана V, незважаючи на спроби Дігур-хан (матері Ціоха Молодшого) залучити на свій бік російські війська, обидві частини (Етері, Цхумарі та Бечу-Лечкан під орудою Татархана і Чебухеві під владою Ціоха) 1833 року визнали зверхність Російської імперії. 10 липня 1834 року князь Ціох з дружиною та 2 тис. підданими перейшов з ісламу до православ'я. Ціох став Михайлом.
1841 року після смерті Ціоха-Михайла почалася нова війна між гілками Дадешкеліані. Війну з Татарханом продовжив син Ціоха — Костянтин Дадешкеліані. 1846 року за посередництва Росії було замирено Татархана і Костянтина. Останінй отримав батьківську частину Сванетського князівства — Чебухеві (на кордоні з Мегрелією). 1847 року обидва князі підтвердили зверхність Російської імперії. 
1850 року після смерті Татархана Дадашкеліані знову почалася колотнеча в його частині Сванетського князівства. Його син Отар через прийняття ісламу не був допущений російськими урядовцями до управління. Замість цього ця частина князівства була розділена між Отаром та його православним братом Джансухом, які отримали Бечу і Етері (частини князівства Татархана). 1855 року останнього було вбито Ісламом і Тенгізом, братами Костянтина Дадешкеліані, що правив іншою частиною Сванетського князівства . 1857 року російська влада позбавила Отара Дадешкеліані володіння Бечу.
У 1857 році з наміром зміцнити російську владу кавказький намісник Олександр барятинський наказав ввести до  князівства війська. При цьому Костянтина Дадешкеліані планували заслати до Ерівані, а його братів в інші міста. Князь Костянтин Дадешкеліані убив кутаїського генерал-губернатора Олександра Гагаріна, і був за це розстріляний за вироком військового суду. До 1859 р. князівство було скасовано, і район склав окреме ериставство Сванетія у складі Кутаїського генерал-губернаторства.

## Територія
Охоплювало частину Верхнього Сванеті, долину у верхів'ях річки Інгурі. Воно складалося приблизно з 66 сіл, близько 1000 дворів, або 9500–10000 жителів. 

## Устрій
Соціально-політична структура та відносини були в основному подібними до Імеретинського царства. 
У церковному плані входила до Цаїшської єпархії, яка в свою чергу підпорядковувалася Абхазького католікосату. Втім з XVIII ст. знать поступово переходить до ісламу, населення формально вважалася православною, нечисленні церкви були майже порожні навіть у 1840-х роках, спроби російської влади, що закріпилася в Імеретії та Мегрелії, поширити через грузинських священників православ'я не мало успіху

## Економіка
Основу становили скотарство, землеробство на терасах в долинах, мисливство і збирання. Вирощувалися зернові культури, овочі, фрукти та ягоди. Також важливу роль грали ремесла, такі як виготовлення вовняних виробів й обробка дерева, а також видобуток корисних копалин, таких як мідь і залізо.
Постійні збройні суперечки та боротьба між кланами завдавали істотного збитку внутрішньому господарству князівства.

## Культура
Зберігалися стародавні сванські звичаї та традиції, насамперед кровна помстою. Архітектура відзначалася фортецями кланів, баштами родів та православними церквами.